# Шавыркин, Михаил Николаевич
Михаил (Михась) Шавыркин (бел. Міхась Шавыркін; 15 сентября 1947, Денисковичи, Жлобинский район, Гомельская область — 5 июля 2016, Минск) — белорусский журналист, главный редактор педагогического журнала «Роднае слова» (1987—2006), автор образовательных книг для детей.

## Биография
Шавыркин родился 15 сентября 1947 года в деревне Денисковичи, расположенной в Жлобинском районе Гомельской области. Окончил филологический факультет Белорусского государственного университета. Работал в издательстве «Беларуская энцыклапедыя» и в редакции журнала «Народная асвета».
В 1987 году он стал главным редактором педагогического журнала «Роднае слова», выпускавшегося Министерством образования, и занимал эту должность до декабря 2006 года. При нём тираж издания увеличился с 3,8 тыс. до более 10 тыс. экземпляров. В конце 2006 года он был уволен по соглашению сторон. По его словам, причиной стало давление со стороны идеологических структур.
Шавыркин также вёл авторскую рубрику в газете «Звязда», где публиковал тексты, ноты и истории создания белорусских песен. В последние годы подготовил серию познавательных книг для детей в издательстве «Звязда» и вместе с художником Владимиром Сулковским — серию иллюстрированных книг о белорусских писателях в издательстве «Мастацкая літаратура».
Скончался 5 июля 2016 года в Минске.